# Experience (Victoria Monét, Khalid e SG Lewis)
Experience è un singolo dei cantanti statunitensi Victoria Monét e Khalid e del produttore britannico SG Lewis, pubblicato il 19 giugno 2020 come quarto estratto dal primo album in studio di Victoria Monét Jaguar.

## Pubblicazione
Il brano è stato annunciato da Vicotira Monét e Khalid il 16 giugno 2020 tramite social media.

## Video musicale
Un lyric video del brano è stato reso disponibile il 30 giugno 2020.

## Tracce
1. Experience – 2:56